# Sorbus redliana
Sorbus redliana är en rosväxtart som beskrevs av Karpati. Sorbus redliana ingår i släktet oxlar, och familjen rosväxter. Inga underarter finns listade i Catalogue of Life.